# Emma Lahana
Emma Kate Lahana (ur. 23 czerwca 1984 w Auckland) – nowozelandzka aktorka i piosenkarka. Najlepiej znana jest z roli Kiry Ford w serialu Power Rangers Dino Grzmot.

## Kariera
Urodziła się w Auckland. W wieku trzech lat zaczęła uczęszczać na lekcje baletu. Jako młoda dziewczyna próbowała naśladować artystów, których widziała w telewizji, od Michaela Jacksona po Judy Garland. Potem Lahana odkryła wiele innych form sztuki, w tym skrzypce, aktorstwo, teatr muzyczny i taniec. Ukończyła studia na Uniwersytecie Nowej Zelandii.
W latach 2000–2001 występowała jako Erin Kingston w nowozelandzkiej operze mydlanej Shortland Street. Potem wcieliła się w rolę Fiony w komedii familijnej fantasy Disney Channel Jedno życzenie (2003). Przełomem w karierze była rola Kiry Ford/Żółtego Dino Rangera w kolejnej serii Power Rangers – Power Rangers Dino Grzmot (2003). Na potrzeby tej serii nagrała piosenki „Patiently”, „Freak You Out”, „I’m Over You”, „Just a Little” i „True Love” (z udziałem Morgan Fairhead). Wcześniej starała się o rolę Tori Hanson/Niebieskiego Wind Rangera we wcześniejszej serii Rangersów Power Rangers Ninja Storm, lecz dostała ją Sally Martin. Na dużym ekranie zadebiutowała w kanadyjskim filmie fantastycznonaukowym Alien Agent (2007) u boku Marka Dacascosa i Billy’ego Zane’a.

## Filmografia

### Filmy
- 2003: Jedno życzenie (Jedno życzenie, TV) jako Fiona
- 2007: Alien Agent jako Julie
- 2007: Nobody (TV) jako Kara
- 2008: Na lodzie: Liga Juniorów (Slap Shot 3: The Junior League, wideo) jako Shayne Baker
- 2009: Dziewczyna z doświadczeniem (The Girlfriend Experience) jako Adrian
- 2009: Ratko: The Dictator’s Son jako dziewczyna stowarzyszenia w dresach
- 2010: Nalot (Transparency) jako Alex
- 2010: Szanowny panie Gacy (Dear Mr.Gacy) jako Alyssa
- 2012: Big Time Rush w akcji (Big Time Movie, TV) jako Penny Lane
- 2013: Po imprezie (Afterparty) jako Hailey

### Seriale TV
- 2000–2001: Shortland Street jako Erin Kingston
- 2004: Power Rangers Dino Grzmot jako Kira Ford/Yellow Dino Thunder Ranger
- 2005: Power Rangers S.P.D. jako Kira Ford/Yellow Dino Thunder Ranger
- 2007: Nie z tego świata jako Jen
- 2007: Kyle XY jako dziewczyna
- 2007: Power Rangers Operacja Overdrive jako Kira Ford/Yellow Dino Thunder Ranger
- 2008: Gwiezdne wrota: Atlantyda (Stargate Atlantis) jako Ava Dixon
- 2008: Słowo na L (The L Word) jako Missy P
- 2009: Świry jako kelnerka
- 2010–2011: Hellcats jako Charlotte Monroe
- 2012: Emily Owens, M.D. jako Hannah
- 2013: Przystań (Haven) jako Jennifer Mason
- 2018–2019: Cloak & Dagger jako Brigid O’Reilly / Mayhem

## Muzyka

### Nagrane piosenki
- „Patiently”
- „Freak You Out”
- „Crawl”
- „Don’t Let Lonely Grow”
- „Emerald City”
- „Just a Little”
- „Just Words”
- „True Love”
- „I’m Over You”
- „Let Me Fall” wykonanie wspólnie z Alexz Johnson